# Burning Star (Helstar)
Burning Star è l'album di debutto degli Helstar, prodotto nel 1984 per la Combat Records.

## Tracce
1. Burning Star – 3:50
2. Towards the Unknown – 4:44
3. Witch's Eye – 3:03
4. Run With the Pack – 6:38
5. Leather and Lust – 3:26
6. Possession – 3:28
7. Shadows of Iga – 4:59
8. Dracula's Castle – 4:51

## Formazione
- Bill Lionel (aka James Rivera) – voce
- Larry Barragan – chitarra
- Tom Rogers – chitarra
- Paul Medina – basso
- Hector Pavon – batteria